# Longsight
Longsight is een wijk in Manchester, Engeland, ongeveer 5 km van het stadscentrum. De wijk heeft een bevolking van 16.007 mensen.